# Kim Hyun-mee
Kim Hyun-mee (En coreano 김현미, 20 de septiembre de 1967), también escrita Kim Hyun-mi o Kim Hyeon-mi, es una exjugadora de balonmano de Corea del Sur.
Compitió en los Juegos Olímpicos de Verano de 1988 y ganó una medalla de oro con el equipo de Corea del Sur, por delante de Noruega y la Unión Soviética.
Fue elegida como Jugadora Mundial de Balonmano del Año 1989  por la Federación Internacional de Balonmano siendo la primera mujer koreana en ganar el galardón.
Participó en el Campeonato Mundial de Balonmano Femenino de 1986 en los Países Bajos, donde Corea del Sur terminó 11º de 16.